# Andy Rubin

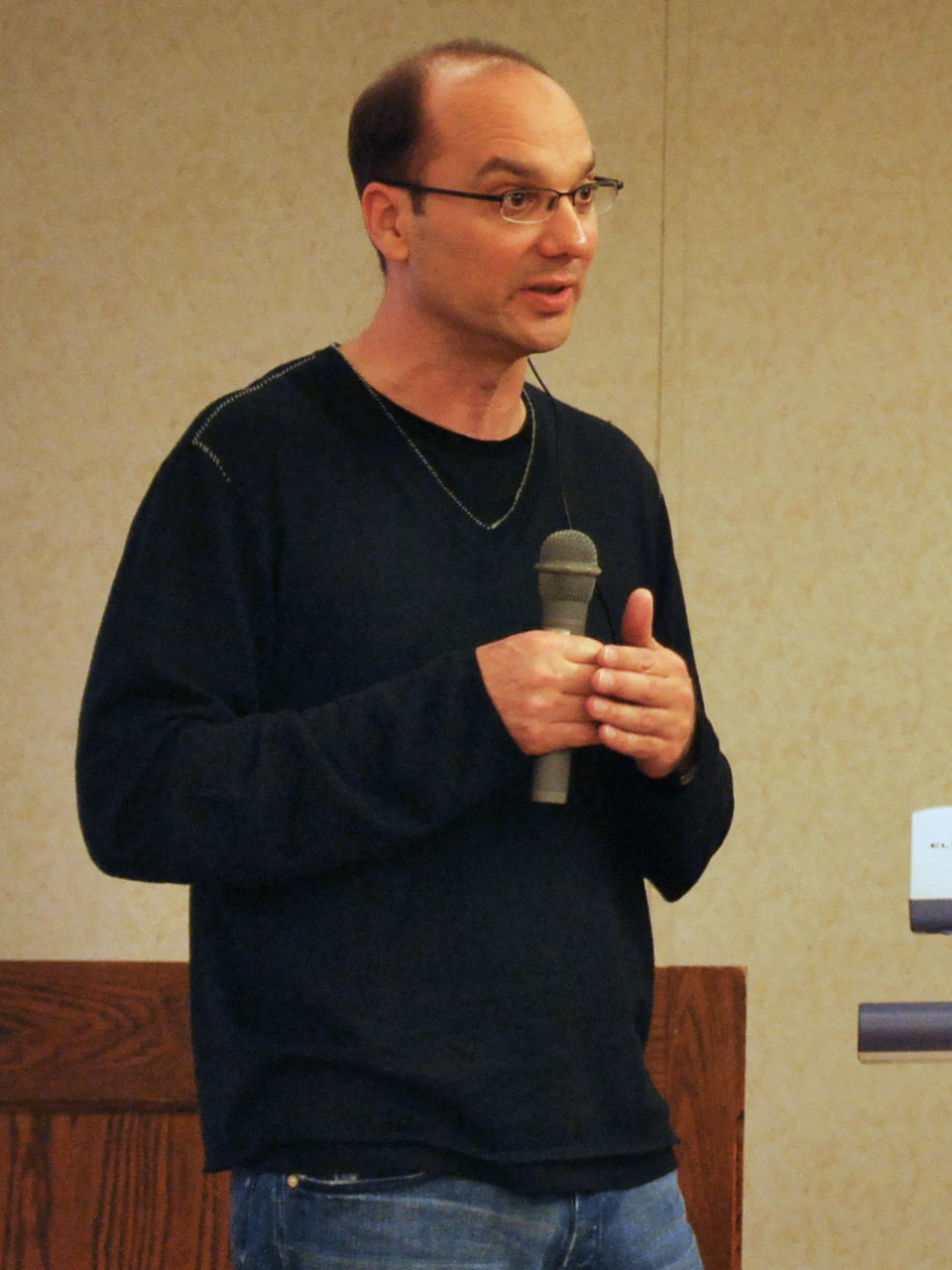
Andy Rubin (2008)

Andrew Rubin (* 13. März 1963 in Chappaqua) ist ein US-amerikanischer Softwareentwickler. Bis zum 13. März 2013 war er Entwickler des Smartphone-Betriebssystems Android und als Vice President of Engineering bei Google für die Weiterentwicklung verantwortlich.
Am 30. Mai 2017 stellte Andrew Rubin neben einem Essential-Smartphone eine dazu passende 360-Grad-Kamera sowie einen Heim-Assistenten samt dafür entwickeltem Betriebssystem Ambient OS vor.

## Karriere
Andy Rubin begann 1989 als Softwareentwickler bei Apple Inc. Später arbeitete er bei General Magic, wo er bereits ein Betriebssystem und eine Schnittstelle für mobile Endgeräte namens Magic Cap entwickelte. Als sich der Erfolg von Magic Cap nicht einstellte, ging Rubin zu Artemis Research, das später als WebTV von Microsoft übernommen wurde.
Nach einigen Jahren gründete Rubin mit Matt Hershenson und Joe Britt die Danger Inc., die im Februar 2008 ebenfalls von Microsoft übernommen wurde.
Nach seiner Entlassung als CEO von Danger gründete Rubin 2003 Android.
Bei einer Android-Präsentation an der Stanford University lernte Rubin den Google-Gründer Larry Page kennen, der begeistert war von Rubins Vision, ein freies mobiles Betriebssystem zu entwickeln. 2005 übernahm Google Android für 50 Mio. USD, und Andy Rubin wurde Chefentwickler von Android. Die Google-Gründer Larry Page und Sergey Brin, die beide persönlich das Budget für diese Übernahme absegneten, bezeichnen die Android-Übernahme als „die beste Übernahme aller Zeiten“.
Am 13. März 2013 wurde bekannt, dass Rubin sein Amt als Vice President of Engineering niederlege. Die Nachfolge übernahm Sundar Pichai, der bisherige Senior Vice President für Android-Apps und Google Chrome. Seit Anfang Dezember 2013 war Rubin im Google-Konzern als Leiter der Roboter-Forschung beschäftigt. Im Oktober 2014 wurde mitgeteilt, dass Andy Rubin Google verlässt, um einen Inkubator für Robotik-Startups zu gründen. Rubins Entlassung wurde von Larry Page persönlich veranlasst, da es glaubhafte Vorwürfe gab, Rubin habe eine Frau zum Sex gezwungen. Rubin bestreitet die Vorwürfe. Seine Reputation nahm schweren Schaden, als die New York Times im Jahr 2018 schrieb, Rubin habe Google nach Vorwürfen sexueller Nötigung verlassen müssen und dabei eine Abfindung von 90 Millionen Dollar bekommen.
Nach seinem Weggang von Google gründete Rubin die Risikokapital-Firma Playground und später die Start-up Firma Essential, die 2017 ein Premium-Smartphone herausbrachte, das erfolglos blieb. Pläne für einen Lautsprecher und eine Smarthome-Plattform wurden fallen gelassen. Zuletzt setzte die Firma die Hoffnungen auf das „Gem“-Telefon. Es war gedacht als Alternative für ein großes Smartphone in Situationen, in denen man lieber ein kompakteres Gerät mitnehmen will, und sollte zum Jahresanfang 2020 lanciert werden. Da keiner der großen US-Mobilfunk-Betreiber Interesse an dem Essential-Telefon mit dem Namen „Gem“ zeigte, wurde keine Möglichkeit mehr gesehen, das Gerät auf den Markt zu bringen, als Konsequenz daraus musste Essential nun schließen. Das Unternehmen Nothing, das ebenfalls ein Android-Smartphone entwickelt, übernahm am 18. Dezember 2020 die Firma Essential samt ihrer Rechte.

## Auszeichnungen
Rubin wurde 2019 von der Wireless History Foundation als Pionier der drahtlosen Kommunikation ausgezeichnet und in deren Hall of Fame aufgenommen.